# Nicola D'Amico
Nicola D'Amico (7 ottobre 1925) è un giornalista e saggista italiano.
Esordisce a vent'anni sul quotidiano siciliano L'Ora di Palermo. Dopo una lunga collaborazione al Corriere della Sera, vi entra come redattore politico e poi inviato speciale. Direttore responsabile de Il Tempo di Roma per tre anni, insegna Giornalismo alla LUISS di Roma. si occupa di riviste dei gruppi Class e Edizioni Paoline e successivamente dirige l'Istituto per la formazione al giornalismo di Milano. È autore di numerosi volumi di educazione civica (Manuale del vivere civile, Persona e Società, Cittadinanza e Costituzione), di storia dell'educazione (Eravamo compagni di banco, Sfida alla droga, Storia e storie della scuola italiana, Storia della formazione professionale in Italia, Adolescenza di una scuola, Un libro per Eva (Storia della lotta per la conquista dell'istruzione femminile), e di storia politica (La lunga marcia verso la Costituzione, con Cristina D'Amico Le Ventuno tessitrici della Costituzione) ha scritto il romanzo Chi ha cancellato le macchie di Roscach?. Onorificenze: Grand'Ufficiale della Repubblica Italiana, Palme Accademiche della Repubblica Francese.